# Liga Narodów UEFA Kobiet (2023/2024)/Grupa B1
W Grupie B1 Ligi Narodów Kobiet 2023/24 brały udział następujące zespoły:
- Albania
- Irlandia
- Irlandia Północna
- Węgry

## Tabela
| Zespół            | Pkt | M | W | R | P | Br+ | Br− | +/− |
| ----------------- | --- | - | - | - | - | --- | --- | --- |
| Irlandia          | 18  | 6 | 6 | 0 | 0 | 20  | 2   | +18 |
| Węgry             | 8   | 6 | 2 | 2 | 2 | 11  | 9   | +2  |
| Irlandia Północna | 7   | 6 | 2 | 1 | 3 | 9   | 13  | -4  |
| Albania           | 1   | 6 | 0 | 1 | 5 | 2   | 18  | -16 |

## Wyniki
| 22 września 2023 17:00 CET | Albania · Krasniqi 27' | 1:1(1:0)Raport | Węgry · 74' Fenyvesi | Stadion Loro-Boriçi, Szkodra Widzów: 1 210 Sędzia: Veronika Kovarova |
|                            |                        |                |                      |                                                                      |

| 23 września 2023 14:00 CET | Irlandia · Quinn 31' · Carusa 70' · Agg 85' | 3:0(1:0)Raport | Irlandia Północna | Aviva Stadium, Dublin Widzów: 35 944 Sędzia: Hristiyana Guteva |
|                            |                                             |                |                   |                                                                |

| 26 września 2023 19:30 CET | Węgry | 0:4(0:2)Raport | Irlandia · 18' Hayes · 42' McCabe · 49' Carusa · 70' O'Sullivan | Hidegkuti Nándor Stadion, Budapeszt Widzów: 1 513 Sędzia: Zuzana Valentová |
|                            |       |                |                                                                 |                                                                            |

| 26 września 2023 20:00 CET | Irlandia Północna · Wade 57' | 1:0(0:0)Raport | Albania | Seaview, Belfast Widzów: 1 597 Sędzia: Zulema González |
|                            |                              |                |         |                                                        |

| 27 października 2023 CET | Irlandia · McCabe 4', 26', 81' · Carusa 56', 59' | 5:1(2:1)Raport | Albania · 7' Doci | Tallaght Stadium, Dublin Sędzia: Lizzy Van Der Helm |
|                          |                                                  |                |                   |                                                     |

| 27 października 2023 CET | Węgry · Szabó 18' · Süle 83' · Németh 90+4' | 3:2(1:0)Raport | Irlandia Północna · 81' Hamilton · 89' Magill | Alcufer Stadion, Győr Widzów: 332 Sędzia: Jurgita Mačikunytė |
|                          |                                             |                |                                               |                                                              |

| 31 października 2023 CET | Irlandia Północna · Maxwell 80' | 1:1(0:0)Raport | Węgry · 56' Zeller | Seaview, Belfast Sędzia: Jelena Pejković |
|                          |                                 |                |                    |                                          |

| 31 października 2023 CET | Albania | 0:1(0:0)Raport | Irlandia · 88' O'Sullivan | Stadion Loro-Boriçi, Szkodra Widzów: 120 Sędzia: Araksya Saribekyan |
|                          |         |                |                           |                                                                     |

| 1 grudnia 2023 17:00 CET | Albania | 0:4(0:1)Raport | Irlandia Północna · 43', 47' Magill · 58' Maxwell · 85' Bell | Arena Kombëtare, Tirana Widzów: 600 Sędzia: Minka Vekkeli |
|                          |         |                |                                                              |                                                           |

| 1 grudnia 2023 20:30 CET | Irlandia · Csiszár 66' (sam.) | 1:0(0:0)Raport | Węgry | Tallaght Stadium, Dublin Widzów: 6 752 Sędzia: Shona Shukrula |
|                          |                               |                |       |                                                               |

| 5 grudnia 2023 19:00 CET | Irlandia Północna · Beattie 75' | 1:6(0:2)Raport | Irlandia · 37' Lu. Quinn · 39' Payne · 47' Carusa · 50' McCabe · 61' Lo. Quinn · 86' Hayes | Windsor Park, Belfast Widzów: 9 038 Sędzia: Veronika Kovarova |
|                          |                                 |                |                                                                                            |                                                               |

| 5 grudnia 2023 19:00 CET | Węgry · Csiszár 10', 43', 81' · Kaján 11' · Turányi 18' · Zeller 88' | 6:0(4:0)Raport | Albania | Hidegkuti Nándor Stadion, Budapeszt Widzów: 613 Sędzia: Karoline Wacker |
|                          |                                                                      |                |         |                                                                         |

## Strzelczynie

### 5 goli
- Kyra Carusa

### 4 gole
- Katie McCabe

### 3 gole
- Denise O'Sullivan
- Simone Magill
- Henrietta Csiszár

### 2 gole
- Caitlin Hayes
- Lucy Quinn
- Danielle Maxwell
- Dóra Zeller

### 1 gol
- Megi Doci
- Qendresa Krasniqi
- Lily Agg
- Heather Payne
- Louise Quinn
- Kerry Beattie
- Megan Bell
- Caragh Hamilton
- Lauren Wade
- Evelin Fenyvesi
- Zsanett Kaján
- Hanna Németh
- Viktória Szabó
- Dora Süle
- Lilla Turányi

### Gole samobójcze
- Henrietta Csiszár (dla  Irlandii)